# Blue System
Blue System foi um grupo pop alemão fundado pelo músico Dieter Bohlen após o término do Modern Talking, em 1987 e que teve seu término em 1998.

logotipo de Blue System

## Componentes
Dieter Bohlen (compositor, produtor e vocalista), Rolf Köhler (vocalista), Detlef Wiedeke (coro), Michael Scholz (coro).
Outros membros: Joachim Vogel (guitarra-ritmo), Jean Dupuy e Frank Otto (bateria). Em 1988 Michel Rollin substituiu Frank Otto. Em 1991, entrou o tecladista Achim Striben. Já no ano de 1992, Dirk Sauer, Rene Engelman e Fristch Wolfagang se juntaram ao grupo, enquanto Joachim Vogel o deixou.

## Estilo
euro disco - euro dance - pop

## Sucessos
Alguns dos singles do grupo, como "Sorry Little Sarah" e "Magic Symphony" foram muito populares e entraram nas paradas de sucesso. O grupo gravou e publicou muitos clipes de vídeo(23) de suas canções, que foram exibidos nos principais canais de televisão da Alemanha.
O Blue System também deu uma série de concertos na Alemanha e também fora dela.

## Discografia

### Albuns
- 1987 Walking On A Rainbow (Hansa Records)
- 1988 Body Heat (Hansa Records)
- 1989 Twilight
- 1990 Obsession
- 1991 Seeds Of Heaven
- 1991 Deja Vu [#73 Germany]
- 1992 Hello America [#29 Germany]
- 1993 Backstreet Dreams [#5 Germany]
- 1994 21'st Century [#11 Germany]
- 1994 X-Ten [#24 Germany]
- 1995 Forever Blue
- 1996 Body To Body [#29 Germany]
- 1997 Here I Am [#38 Germany]

### Singles
- 1987 Sorry, Little Sarah [#1 Germany, #9 South Africa, #6 Spain]
- 1988 Big Boys Don't Cry
- 1988 My Bed Is Too Big [#1 Germany]
- 1988 She's A Lady [#1 Spain]
- 1988 Under My Skin [#6 Germany]
- 1988 Silent Water [#1 Germany]
- 1989 Love Suite [#1 Germany]
- 1989 Magic Symphony [#1 Germany]
- 1989 Love Me On The Rocks
- 1990 48 Hours [#2 Germany]
- 1990 Love Is Such A Lonely Sword [#6 Germany]
- 1990 When Sarah Smiles [#6 Germany]
- 1990 Magic Symphony [PWL Remix]
- 1991 Lucifer [#2 Germany]
- 1991 Testamente D'Amelia [#3 Germany]
- 1991 Deja Vu [#1 Germany]
- 1991 It's All Over (with Dionne Warwick) [#6 Germany]
- 1992 Romeo & Juliet [#2 Germany]
- 1992 I Will Survive [#3 Austria]
- 1993 History [#26Germany]
- 1993 Balerina Girl - uma das melhores do Álbum (Backstreet Dreams)
- 1993 Operator [#8 Germany]
- 1994 6 Years - 6 Nights [#4 Germany]
- 1994 That's Love
- 1994 Dr. Mabuse
- 1995 Laila [#2 Germany]
- 1996 Only With You [#5 Germany]
- 1996 For The Children [#6 Germany]
- 1996 Body To Body
- 1997 Love Will Drive Me Crazy
- 1997 Anything [#7 Germany]
- 2008 Baby Believe Me [Lançamento]
- 2008 When Buga Talks [Lançamento]